# 남레바논군
남레바논군(South Lebanon Army, SLA, 아랍어: جيه لبنان الجنوبي, Jayš Lubnān al-Janūbiyy)은 라하드군(جيه لحد) 또는 실제군(De Facto Forces, DFF)으로도 알려져 있으며 레바논에서 기독교가 지배하는 민병대였다. 1977년 레바논 내전 중에 레바논 군 장교 사드 하다드(Saad Haddad)에 의해 창설되었으며, 남레바논 분쟁 동안 준군사로 활동하면서 하다드가 인정하지 않는 자유 레바논 국가에 기반을 두었다.
처음에는 기독교가 지배하는 또 다른 민병대인 자유레바논군에서 분리된 후 "자유레바논군"으로 알려졌다. 1979년 이후 SLA의 활동은 거의 레바논 최남단에만 국한되었다. 이스라엘의 비호 아래 민병대는 1982년 레바논 전쟁을 통해 강화되었다. 1984년 자유 레바논 국가가 붕괴되고 이후 남레바논 보안 벨트 행정부가 설립되면서 이스라엘의 감독이 강화되었다.
이스라엘이 점령한 레바논에서 가장 유명한 친이스라엘 민병대인 SLA는 헤즈볼라, 팔레스타인 해방기구 및 기타 무장 단체와 자주 무력 충돌을 벌였다.
2000년 5월 22일 이스라엘군이 레바논에서 철수한 후 SLA의 진지는 레바논 민간인 앞에서 무너졌고 헤즈볼라가 남레바논을 향해 진격하자 사드 하다드의 동상은 마르자윤 거리로 끌려갔다. SLA 회원들은 이스라엘로 도망쳐 이스라엘에 레바논 민족을 구성하거나 체포되어 반역죄로 재판을 받았다. SLA는 기독교인과 레바논 시아파를 포함한 레바논 사람들에 의해 반역자이자 협력자로 간주되며 대부분의 레바논 사람들은 "이스라엘의 모래주머니"라고 경멸적으로 묘사한다.

## 같이 보기
- 사브라-샤틸라 학살
- 레바논 유엔잠정군
- 리타니 작전
- 1982년 레바논 전쟁